# National Cleaning Contractors, Inc.
National Cleaning Contractors, Inc. — один з найстаріших американських компаній, заснований в 1886 році, які очолювали Макс Швейг, Луїс Френк, і його син Вільям В. Френк. Було скасовано в 1966 році в результаті злиття з Kinney Parking Company.

## Історія
Компанія була заснована в 1886 році як National Window Cleaning & House Renovating Co., засновником є Макс Швейг та Луїс Френк. Спочатку, компанія була одним з магазином для продажу миючих засобів для чищення вікон по всій Нью-Йорку.
Після смерті Луїса Френка, 22 липня 1947, компанія була перейменована в National Cleaning Contractors, Inc.
У період з 1926 по 1966 року на посаду президента займав Вільям В. Френк, син Луїса Френка. У червні 1963 року компанія переїхала до нового офісу в Міссурі.
National Cleaning Contractors Inc., як старіюча і високо успішна компанія в Америці, почала злиття з паркувального компанії, Kinney Services Corporation в січень 1966, проте в 29 березня 1966 року народження, Антимонопольне управління Міністерства юстиції звернулася до суду з вимогою заборонити злиття між обома компанія. Але в червні 1966 суд однозначно схвалив злиття, так в 12 серпня 1966 був утворений нова компанія Kinney National Services, Inc.